# 沖縄県立美里高等学校
沖縄県立美里高等学校（おきなわけんりつ みさとこうとうがっこう）は、沖縄県沖縄市にある公立高等学校。

## 学科
全日制
- 普通科
  - 普通系
    - 普通系列

## アクセス
- 琉球バス交通 63・謝苅線
- 東陽バス 30：泡瀬東線
  - 以上の路線で美里高校前バス停を下車[1]。

## 部活動
・女子サッカー部の強豪校で、県高校総体および県新人大会において、決勝戦の常連校であり、九州大会および全国大会へ百々派遣されている。ボウリング部も登録人数が少数ながら県高校総体で2017年の男子団体および個人準優勝と、2020年の女子個人で優勝し、全国大会へ派遣されるなど実績を残している。他にも男子ラグビー部・水泳部・体操部・ダンス部・科学部で優秀な実績を残す個人が輩出している。

## 沿革
・ 1978年 - 開校

## 著名な出身者
- 新島修(元プロ野球選手)
- 与座よしあき（お笑い芸人・俳優、元ホーム・チーム）
- ISSA（DA PUMP）中退
- 岸本セシル